# Congrégation de la Mission
« Lazariste » redirige ici. Ne pas confondre avec Aux Lazaristes.
La Congrégation de la Mission (en latin : Congregatio Missionis) ou « les Lazaristes » forment une société de vie apostolique de droit pontifical.
Individuellement ou en groupe qui ne représente pas la totalité de leur ordre, ils sont appelés : « pères ou frères lazaristes ».

## Mission
Inspiré par la « première mission » de Chatillon-les-Dombes et Folleville, où il prononça son premier serment de la mission, Saint-Vincent-de-Paul découvrit la nécessité et l’importance des missions populaires et des confessions générales. Il est né dans le souci de former un groupe de missionnaires des zones les plus abandonnées de France, et en 1625 il fonda la Congrégation de la Mission comme société apolistique avec d’autres prêtres, Antoine Portail, M. Belin, François de Coudray y Jean de la Salle.  Des années plus tard, cette mission a trouvé sa devise dans le passage de Luc 4, 18, "Evangelizare pauperibus misit me" (L'Esprit Saint m'a envoyé apporter la Bonne Nouvelle aux pauvres).
En 1633, motivé par ce même Esprit, Saint Vincent de Paul a fondé avec Sainte-Louise-de-Marillac la Compagnie des Filles de la Charité, un groupe de femmes dédiées à servir les "plus pauvres parmi les pauvres". La prière et la vie communautaire étaient des éléments essentiels de leur vocation de service, avec un esprit caractéristique d'humilité, de simplicité et de charité.

## Historique

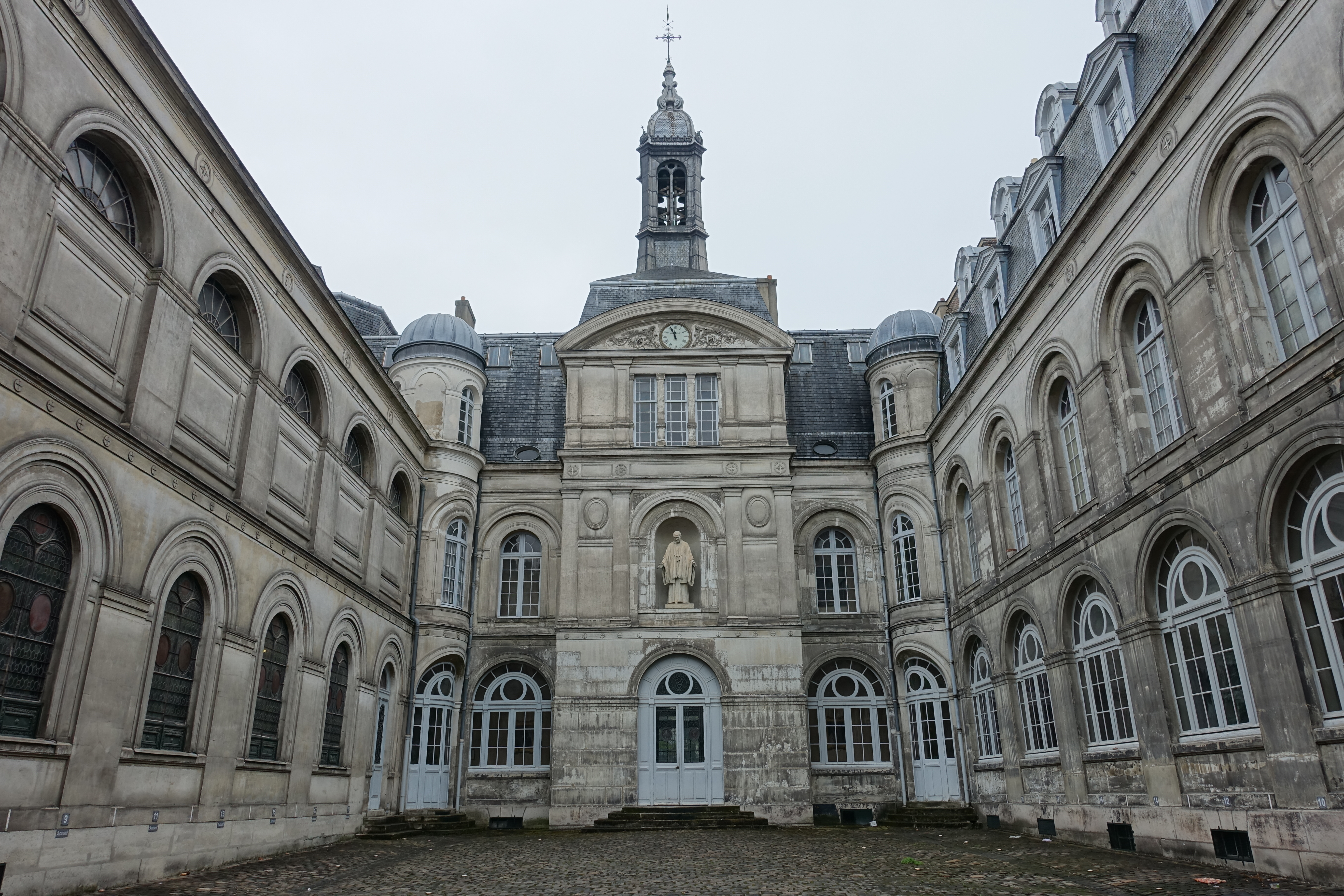
Maison-mère des lazaristes, rue de Sèvres à Paris.

Née au XVIIe siècle de l'expérience faite par Vincent de Paul de la misère spirituelle et corporelle des plus démunis, la « Société des Prêtres de la Mission » a pour but essentiel de suivre le Christ évangélisateur des pauvres. Ses prêtres sont connus aussi sous le nom de lazaristes,.
En lien avec le clergé diocésain, la Société des Prêtres de la Mission est présente à travers différentes formes d'évangélisation : les missions paroissiales itinérantes, la formation des futurs prêtres et les missions dans les pays pauvres.
Elle comporte des prêtres et des frères laïcs, les uns et les autres engagés dans l'action missionnaire.

### Du vivant du fondateur (1626-1660)
Fondée en 1625 à Paris par saint Vincent de Paul (1581-1660). La Congrégation de la Mission est au début une société de vie apostolique dédiée à l'évangélisation des pauvres dans les campagnes et se forme autour de saint Vincent de Paul et de cinq prêtres dans le domaine de la famille de Gondi.
Localisée au départ dans un bâtiment proche de la porte Saint-Victor, appelé collège des Bons-Enfants, elle est transférée en 1632 dans l'Enclos Saint-Lazare, une ancienne léproserie ; c'est pourquoi, depuis lors, ses membres sont couramment appelés « lazaristes ».
À la mission d'origine de sa société, Vincent de Paul ajoute assez tôt la direction de séminaires diocésains, une des grandes urgences de son temps, voulue par le concile de Trente. Les lazaristes se mettent également à prêcher des retraites, inaugurées par les « Conférences du Mardi » de Vincent de Paul, en 1633.
La société est approuvée par l'archevêque de Paris en 1626, puis par le pape Urbain VIII en 1633 sous le nom de Société des Prêtres de la Mission. Elle est confirmée par Alexandre VII en avril 1655 et ses statuts sont approuvés canoniquement en septembre de la même année.

### Évolution ultérieure
La règle est publiée en 1688 sous le nom de Regulæ seu constitutiones communes congregationis missionis ; elle définit trois objectifs : l'instruction des classes pauvres, la formation du clergé et les missions.
En 1792, ils dirigent cinquante-et-un grands séminaires en France, mais la maison-mère est vandalisée et fermée pendant la Terreur, pour être transformée en prison. La congrégation est interdite et certains de ses membres sont guillotinés. La congrégation est à nouveau autorisée en 1804, puis est suspendue en 1809, à cause du différend entre Napoléon et le pape Pie VII. Les lazaristes retrouvent leur liberté d'action en 1816, sous la restauration.
Ils fondent en 1837, avec les Filles de la Charité, l'association des Enfants de Marie Immaculée, qui rassemble des adolescentes du milieu populaire.
Ils sont expulsés d'Italie en 1871 et de l'Empire allemand par le Kulturkampf de Bismarck en 1873.
Trois femmes accusent en 2024 un prêtre de la congrégation de la Mission d'agressions sexuelles.

### Missions

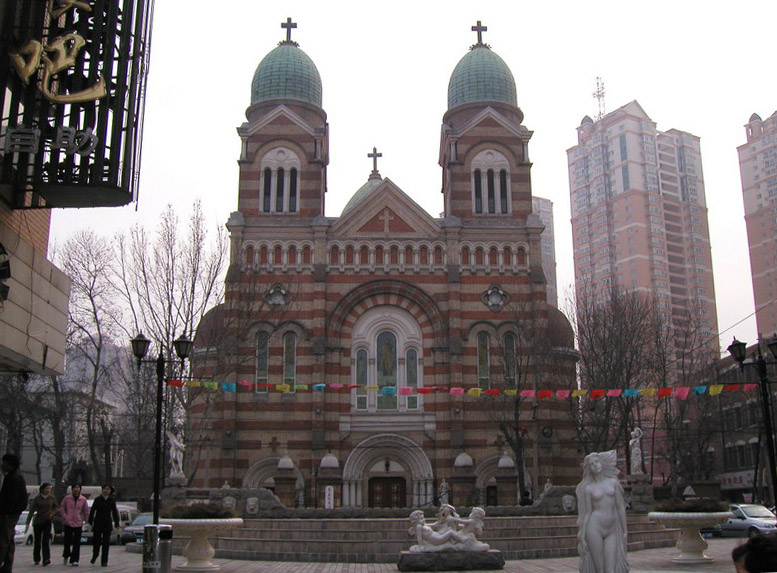
Vue de la cathédrale Saint-Joseph de Tientsin (aujourd'hui Tianjin) en Chine, construite par les lazaristes français.

Les lazaristes sont partis pour des missions lointaines (Tunis en 1645, Madagascar en 1648, l'Empire ottoman en 1783, puis en Chine, pour remplacer les jésuites à la fin du XVIIIe siècle, et surtout au XIXe siècle et dans la première moitié du XXe siècle, et à partir du mi-XIXe siècle en Éthiopie, où ils étaient très actifs, et où ils ont fondé le vicariat apostolique de l'Abyssinie. Ils ont entrepris des œuvres d'éducation et de charité et poursuivent aujourd'hui leurs missions lointaines.

## Maison Mère
La Maison Mère est la successeure de la première Maison Mère qui était l'ancien prieuré de Saint Lazare. Cette maison, située au 95 de la rue de Sèvres, était l'ancienne résidence du duc de Lorges, et a été mise à disposition de la Congrégation de la Mission par le gouvernement français en 1817. Finalement, en 2006, l'État français a fait de la Congrégation de la Mission le propriétaire de la maison et de son terrain.
La Maison Mère est constituée d'une série de bâtiments autour d'une cour pavée. L'entrée se trouve dans le pavillon central de style néo-renaissance, au fond de la cour. Dans une niche de la façade se trouve une statue de Saint Vincent de Paul.
Actuellement, à l'occasion du 400e anniversaire de la Congrégation de la Mission, les Vincentiens développent une rénovation de la Maison Mère, dans le but d'accueillir ceux qui cherchent un enrichissement spirituel, en particulier les membres de toutes les branches de la Famille Vincentienne, les pèlerins et les personnes de foi.

## Activité et diffusion
Les lazaristes se consacrent à la formation du clergé (séminaire), l'évangélisation, les missions paroissiales.
- Europe: Albanie, Allemagne, Angleterre, Autriche, Belgique, Biélorussie, Croatie, Danemark, Espagne, France, Grèce, Hongrie, Irlande, Italie, Pays-Bas, Slovaquie, Slovénie, Pologne, Portugal, République tchèque, Roumanie, Russie, Serbie, Ukraine.
- Afrique : Afrique du Sud, Algérie, Burundi, Cameroun, Égypte, Éthiopie, Érythrée, Kenya, Madagascar, Mozambique, Nigéria, république démocratique du Congo, Rwanda.
- Amérique : Argentine, Bolivie, Brésil, Canada, Chili, Colombie, Costa Rica, Cuba, El Salvador, Équateur, États-Unis, Guatemala, Haïti, Honduras, Mexique, Nicaragua, Panamá, Paraguay, Pérou, Puerto Rico, République dominicaine, Uruguay, Venezuela.
- Asie : Chine, Inde, Indonésie, Iran, Liban, Philippines, Israël, Japon, Syrie, Thaïlande, Turquie, Vietnam.
- Océanie : Australie, Fidji, Papouasie-Nouvelle-Guinée, Salomon.

En 2009, la société compte 3 829 membres (dont 2 999 prêtres et 30 évêques) pour 516 maisons.

## Lazaristes célèbres
Par date de naissance

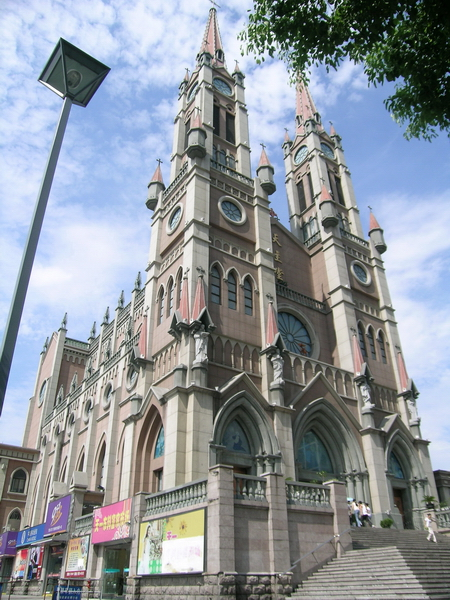
Cathédrale de Ningbo (Chine), construite par les lazaristes français.

- Teodorico Pedrini (1671-1746), missionnaire en Chine, compositeur et claveciniste de renom, envoyé en Chine par le Pape Clément XI pour plaire à l'empereur Kangxi qui souhaitait disposer d'artistes européens à sa cour. Élève de Corelli, il écrivit des sonates.
- Jean Le Vacher (1619-1683), consul
- Jean Delagrive (1689-1757), géographe-cartographe
- Antoine Franzini (1696-1764), directeur du noviciat de Rome, auteur du Diario spirituale che comprende una scelta di detti e di fatti de' santi o di altre persone di singolare virtù (journal spirituel)
- Antoine-Adrien Lamourette (1742-1794), premier évêque constitutionnel, député, célèbre pour son "baiser Lamourette", mort guillotiné à Paris
- François-Régis Clet (1748-1820), missionnaire en Chine, martyr, canonisé en 2000 et dont la tombe est à la chapelle Saint-Vincent-de-Paul, rue de Sèvres à Paris
- Félix De Andreis (1778-1820), missionnaire italien en Amérique du Nord, premier supérieur de la Congrégation de la Mission aux États-Unis, déclaré Serviteur de Dieu en 1902.
- Joseph Rosati (1789-1843), missionnaire italien devenu le premier évêque de Saint Louis (Missouri)
- Ghébré Mikaël (en) (1791-1855), martyr lazariste
- Jean-Gabriel Perboyre (1802-1840), martyr en Chine, canonisé en 1996, dont la tombe est à la chapelle Saint-Vincent-de-Paul, rue de Sèvres à Paris
- Évariste Huc (1813-1860), missionnaire français, explorateur en Chine et au Tibet
- Jean-Pierre Armand David (1826-1900), missionnaire en Chine, botaniste et zoologiste réputé, découvreur du panda géant en Chine
- Pierre-Marie-Alphonse Favier-Duperron (1837 à Marsannay-la-Côte (Côte-d'Or)-1905 à Pékin), connu sous le nom de Monseigneur Favier, vicaire apostolique de Pékin
- Guillaume Pouget (1847-1933), théologien et philosophe qui eut une grande influence sur les intellectuels, chrétiens ou non, de son temps (Bergson, Guitton, Alain, Chevalier, etc.)
- Henri Louis Théophile Heudre (1861-1938), Visiteur des Lazaristes et Directeur des Filles de la Charité de la Province d'Orient
- Pierre Coste (1873-1935), lazariste, historien et biographe de Vincent de Paul.
- Vincent Lebbe (1877-1940), missionnaire belge en Chine
- Henri Watthé (1878-1935), fondateur et directeur de la maison du Missionnaire de Vichy
- Henri Garnier (1883-1965), missionnaire en Chine, auteur du Christ en Chine
- Pedro Opeka (1948-), fondateur d'Akamasoa, est connu pour le combat qu'il mène contre la pauvreté à Madagascar.
- Stéphane II Ghattas, C.M., (1920-2009), (arabe : إسطفانوس الثاني غطاس), lazariste égyptien, patriarche copte d'Alexandrie et primat de l'Église catholique copte entre le 9 juin 1986 et le 27 mars 2006, créé cardinal le 21 février 2001.
- Berhaneyesus Demerew Souraphiel, C.M. , (1948-), lazariste éthiopien, Archevêque d'Addis Abeba et primat de l'Église catholique éthiopienne, depuis le 7 juillet 1999, créé cardinal le 14 février 2015.
- Vicente Bokalic Iglic (1952-), cardinal argentin, archevêque de Santiago del Estoro et primat d'Argentine.
- Vincent Holzer (1963), théologien français, professeur à l'Institut catholique de Paris.

## Supérieurs généraux
Le supérieur général de la Congrégation de la Mission ou des « Lazaristes » est aussi supérieur de la Compagnie des Filles de la Charité ou Filles de la Charité de Saint Vincent de Paul. Il est élu tous les six ans par le chapitre général.
- 1625-1660 : Vincent de Paul, fondateur et 1er supérieur 1625, mort le 27/9/1660.
- 1661-1672 : René Almeras, élu supérieur général le 17/1/1661, mort le 2/9/1672.
- 1673-1697 : Edme Jolly[10], supérieur général le 5/1/1673, mort le 26/3/1697.
- 1697-1703 : Nicolas Pierron, supérieur général le 7/8/1697, démissionne le 8/8/1703.
- 1703-1710 : François Watel, supérieur général le 11/8/1703, mort le 3/10/1710.
- 1711-1735 : Jean Bonnet, élu supérieur général le 10/5/1711, décédé 3/9/1735.
- 1736-1746 : Jean Couty, élu supérieur général le 11/3/1736, mort le 4/8/1746.
- 1747-1761 : Louis de Bras, élu supérieur général le 16/2/1747, mort le 21/8/1761.
- 1762- 1787 : Antoine Jacquier, élu supérieur général le 24/2/1762, mort le 6/11/1787.
- 1788-1800 : Jean-Félix de Cayla de la Garde[11],[12], élu supérieur général le 2/6/1788, mort le 12/2/1800.
- 1827-1828 : Pierre-Joseph Dewailly, nommé supérieur général par Léon XII le 16/1/1827, mort le 26/10/1828.
- 1829-1835 : Dominique Salhorgne, élu supérieur général (18/5/1829-1835), démissionne en 1835.
- 1835-1842 : Jean-Baptiste Nozo[13], élu supérieur général le 20/8/1835, démissionne le 2/8/1842.
- 1843-1874 : Jean-Baptiste Étienne, élu supérieur général le 4/8/1843, mort le 12/3/1874.
- 1874-1878 : Eugène Boré[14], élu le 11/9/1874, mort le 3/5/1878.
- 1878-1914 : Antoine Fiat, élu le 4/9/1878, démissionne le 29/7/1914.
- 1914-1916 : Émile Villette[15], élu le 31/7/1914, mort le 7/11/1916.
- 1919-1933 : François Verdier, élu le 30/09/1919, mort le 26/1/1933.
- 1933-1939 : Charles-Léon Souvay, élu le 29/7/1933-18/12/1939, mort le 18 décembre 1939.
- 1947-1968 : William M Slattery[16],[17], élu le 5/7/1947-01/10/1968.
- 1968-1980 : James Richardson[18], élu le 1/10/1968-11/7/1980.
- 1980-1992 : Richard McCullen, élu le 11 /7/1980-11/7/1992).
- 1992-2004 : Robert P Maloney, élu le 11/7/1992-11/7/2004).
- 2004-2016 : Gregory Gay[19], élu le 21/7/2004-07/7/2016
- 2016- : Tomaž Mavrič[20], élu le 5/7/2016

## Vicaires généraux
- 1660 – 1661 : René Almeras, 27/9/1660 – 17/1/1661 : vicaire général[21].
- 1672 – 1673 : Edme Jolly, 1672 – 1673 : vicaire général.
- 1710- 1711 : Jean Bonnet, 11/5/1672 – 10/5/1673 : vicaire général.
- 1735-1736 : Jean Couty, 3/9/1735 – 11/3/1736 : vicaire général.
- 1761-1762 : Antoine Jacquier, 21/8/1761-24/2/1762 : vicaire général.
- 1793-1794 : Benedetto Fenaja, 25/6/1793-4/1/1794 : nommé vicaire apostolique par Pie VI.
- 1800-1806 : François Florentin Brunet, 12/2/1800, vicaire général, sur ordre du Pie VI, mort le 15/9/1806.
- 1804- 1806 : Charles Dominique Siccardi, 30/5/1804 nommé vicaire général de la CM par Pie VII, mort le 15/9/1806.
- 1806-1807 : Claude Joseph Placiard, 15/9/1806 vicaire général, mort le 16/9/1807.
- 1807-1816 : Dominique Hanon, 14/10/1807 nommé par Pie VII vicaire général de la Congrégation de la Mission, 24/4/1816, mort le 24/4/1846.
- 1816-1819 : Charles Verbert, 16/7/1817, nommé par Pie VII vicaire général de la Congrégation de la Mission en France et de toutes les Filles de la Charité, mort le 4/3/1819.
- 1804-1819 : Charles Dominique Sicardi,  le 30/10/1804, Pie VII le nomme Vicaire Général, en 1806, il est nommé Pro-Vicaire, en 1807 il est nommé premier assistant, en 1811, à l'emprisonnement de M. Hanon, il est autorisé par Pie VII à gouverner la CM, -ad tempus- en Italie, Espagne et Pologne, mort le 13/6/1819.
- 1819-1827 : Charles Vincent Boujard, le 19 /5/1819, proposé comme vicaire par les lazaristes de Paris, le 30/1/1821, Pie VII étend sa juridiction sur les Filles de la Charité établies à Genève, il démissionne le 16/1/1827.
- 1818-1829 : Antoine Baccari, démissionne de ces charges en 1829. En 1817, Pie VII 1817, le nomme pro-vicaire de M Sicardi, le 21/5/1821, Pie VII le nomme vicaire général pour les CM & FC hors de France. En 1827, Baccari devient alors Visiteur de Rome. Le 31/1/1828, il annonce que Léon XII le nomme Commissaire Général de la CM. EN 1829, l'Assemblée Générale l'élit assistant de M Salhorgne dans la même année il démissionne.
- 1916-1918 : Alfred Louwyck, vicaire général le 8/11/1916, mort le 17/2/1918.
- 1939-1947 : Edouard Robert, vicaire général, 21/12/1939-5/7/1947.

## Famille Vincentienne
Il y a des personnes qui n'appartiennent pas à des groupes ou à des congrégations de vie consacrée, mais qui vivent l'esprit de Saint Vincent, sa spiritualité et son charisme ; ce sont des volontaires, ils sont dans les paroisses, les écoles, les hôpitaux et tant d'autres lieux.
La spiritualité de Vincent de Paul a influencé la fondation d'autres sociétés de vie apostolique et même de certains instituts de vie consacrée qui, en communion, forment aujourd'hui ce que l'on appelle la famille Vincentienne. Appartiennent à celle-ci 170 congrégations avec 2 millions de personnes impliquées, et des groupes de laïcs, passant de "famille" à "mouvement", atteignant presque les 4 millions de personnes :
- les Filles de la Charité, fondées par le même Vincent de Paul, avec l'aide de Louise de Marillac en 1633,
- les Sœurs de la Charité Saint Vincent de Paul de Novara, congrégation religieuse fondée en 1773 en Italie,
- les Sœurs de la Charité de Saint Vincent de Paul de Majorque, fondées en Espagne en 1798,
- les Sœurs de la Charité de Saint Vincent de Paul, fondées par Jeanne Antide Thouret au Canada en 1799,
- les Sœurs de la Charité de Saint Vincent de Paul de Gijzegem, fondées en Belgique en 1818,
- les Sœurs de la Charité de Saint Vincent de Paul de Fulda, fondées en Allemagne en 1835,
- les Sœurs de la Charité de Saint Vincent de Paul d'Innsbruck, fondées en Autriche en 1835,
- les Sœurs de la Charité de Saint Vincent de Paul de Paderborn, fondées en Allemagne en 1840,
- les Sœurs de la Charité de Saint Vincent de Paul de Hildesheim, également fondées en Allemagne, en 1852,
- les Sœurs de la Charité de Saint Vincent de Paul de Fribourg, également allemande, en 1853,
- les Sœurs de la Charité de Saint Vincent de Paul de Halifax, fondées au Canada,
- les Sœurs de la Charité de Saint Vincent de Paul de Zagreb, fondées dans l'ancienne Yougoslavie,
- les Sœurs de la Charité de Saint Vincent de Paul du Prince de Palagonia, fondées à Parmelo, Italie, en 1835,
- les Sœurs de la Providence de Kingston, fondées au Canada,
- les Vicenciens Malabares, de rite syro-malabar, fondés en Inde en 1927,9
- et les laïcs Vincentiens, qui partagent l'œuvre et la spiritualité de la Congrégation de la Mission et des diverses congrégations ou sociétés Vincentiennes. De nombreux groupes laïques Vincentiens existent, parmi lesquels la Société de Saint Vincent de Paul, les Jeunesses Mariales Vincentiennes, l'Association de la Médaille Miraculeuse, les Volontaires de la Charité et les associés des Conférences de Saint Vincent de Paul.